# Tverskoi
Tverskoi - Тверской (rus) - és un khútor del krai de Krasnodar, a Rússia. Es troba a la vora del riu Grúzskaia, a 24 km al nord-est de Krílovskaia i a 180 km al nord-est de Krasnodar, la capital.
Pertany al municipi de Novopaixkóvskaia.